# Jo Yeong-wook
Jo Yeong-wook (Cho Young-wuk) (조영욱, Yeong-Wook Jo) es un compositor de Corea del sur de música para películas. La mayoría de sus trabajos han sido con el director Park Chan-wook (Joint Security Area, Oldboy, Sympathy for Lady Vengeance, Je suis un cyborg, Thirst).

## Filmografía
- The Contact (1997)
- The Quiet Family (1998)
- If the Sun Rises in the West (1998)
- Tell Me Something (1999)
- Happy End (1999)
- Bloody Beach (2000)
- Joint Security Area (2000)
- A Day (2001)
- Public Enemy (2002)
- Ardor (2002)
- The Classic (2003)
- Oldboy (2003)
- Silmido (2003)
- If You Were Me (2003)
- Too Beautiful to Lie (2004)
- Some (2004)
- Lovely Rivals (2004)
- Flying Boys (2004)
- Blood Rain (2005)[1]
- Sympathy for Lady Vengeance (2005)
- A Dirty Carnival (2006)[2]
- Traces of Love (2006)
- I'm a Cyborg, But That's OK (2006)
- Miss Gold Digger (2007)
- Out of My Intention (2008)
- Public Enemy Returns (2008)
- Thirst (2009)[3]
- White Night (2009)[4]
- Invitation (2009)
- Seoul (2010)
- Moss (2010)
- The Unjust (2010)
- Interview with the Vampire (2010)
- Mirror, Mirror (2010)
- GLove (2011)
- Q&A (2011)
- The Client (2011)
- Pandora (2011)
- Nameless Gangster: Rules of the Time (2012)
- Hand in Hand (2012)
- The Concubine (2012)
- Deranged (2012)
- The Spies (2012)
- The Berlin File (2013)
- New World (2013)
- Fists of Legend (2013)
- Mai Ratima (2013)
- Hide and Seek (2013)
- Tough as Iron (2013)
- The Attorney (2013)
- Mad Sad Bad (2014)
- Kundo: Age of the Rampant (2014)
- The Shameless (2015)
- Minority Opinion (2015)
- The Beauty Inside (2015)